# Alfredo Ramos
Alfredo Ramos (Barquisimeto, estado Lara), es un político e ingeniero eléctrico venezolano. Participó como candidato de la Causa R en las elecciones presidenciales de 1998, fue alcalde del Municipio Iribarren del estado Lara entre 2013 y 2017.

## Biografía
Nació en Barrio Macuto del Municipio Iribarren. Graduado en  Ingeniería eléctrica egresado de la UNEXPO. 

### Carrera política
Fue elegido diputado por el estado Lara logrando en el congreso la aprobación de la Ley de Alimentación de 1997, consagrándose el beneficio del Cestaticket para los trabajadores. Participó como candidato de la Causa R en las elecciones presidenciales de 1998, partido que le había retirado el apoyo a Irene Sáez.
En 2008 se postuló a la Alcaldía de Iribarren, Barquisimeto, pero perdió ante Amalia Saez. El 8 de diciembre de 2013, Ramos obtuvo el 53% de los votos ganando la alcaldía de Iribarren, su campaña fue respaldada por la Causa R, la MUD, Primero Justicia y el gobernador Henry Falcón, quien desde 2009 pasó del oficialismo a la oposición. 
Para el 28 de julio de 2017, el TSJ dicta orden de aprehensión contra Alfredo Ramos. La detención se da en horas de la tarde cuando efectivos armados del Sebin irrumpen en el palacio municipal de Iribarren donde se encontraba en alcalde junto con una gran cantidad de personas para tratar de impedir su detención, posteriormente el alcalde es escoltado por los efectivos hasta el aeropuerto de la ciudad de Barquisimeto para ser trasladado a la cárcel del Helicoide. Inmediatamente, se produce su destitución como alcalde y en su lugar se designó a la diputada por el Concejo Municipal Teresa Linárez del PSUV. Durante las elecciones presidenciales de 2024 dio su apoyo a María Corina Machado y criticó duramente a Henrique Capriles en abril de 2025 durante su presentación a las elecciones parlamentarias y su nueva tarjeta política "Unión y Cambio".

## Condecoraciones
- Orden Antonio José de Sucre (segunda clase). Centro de Ingenieros del Área Metropolitana de Caracas. Marzo, 1997.
- Orden Augusto Malavé Villalba (segunda clase). Municipio Mariño Estado Aragua. Octubre, 1997